# Lump sum
lump sum é um pagamento único de dinheiro, em oposição a uma série de pagamentos feitos ao longo do tempo (como uma anuidade).
O Departamento de Habitação e Desenvolvimento Urbano dos Estados Unidos distingue entre "análise de preço" e "análise de custo" se o tomador de decisão compara os valores de quantia total ou sujeita os preços de contrato a um custo detalhado demolir.
Em 1911, os líderes sindicais americanos, incluindo Samuel Gompers da Federação Americana do Trabalho expressaram oposição à atribuição de quantias aos seus membros de acordo com uma nova lei de compensação de trabalhadores, dizendo que quando receberam quantias globais em vez de pagamentos periódicos o risco de desperdiçar o dinheiro era maior.